# Xkolni (Penza)
|  | Per a altres significats, vegeu «Xkolni». |

Xkolni (Школьный en rus) - és un poble (un possiólok) de l'óblast de Penza, a Rússia, el 2004 tenia 131 habitants.